# Dicranum pinetorum
Dicranum pinetorum là một loài rêu trong họ Dicranaceae. Loài này được Griff. mô tả khoa học đầu tiên năm 1842.